# Dachstuhl Alten- und Pflegeheim Deuna
Dachstuhl Alten- und Pflegeheim Deuna este o arie protejată (arie specială de conservare — SAC, sit de importanță comunitară — SCI) din Germania întinsă pe o suprafață de 0,01 ha, integral pe uscat.

## Localizare
Centrul sitului Dachstuhl Alten- und Pflegeheim Deuna este situat la coordonatele 51°21′20″N 10°28′39″E / 51.3556°N 10.4775°E.

## Înființare
Situl Dachstuhl Alten- und Pflegeheim Deuna a fost declarat sit de importanță comunitară în iunie 2004 pentru a proteja 1 specie de animale. Situl a fost protejat și ca arie specială de conservare în iulie 2008.

## Biodiversitate
Situată în ecoregiunea continentală, aria protejată nu include niciun habitat protejat.
La baza desemnării sitului se află o specie protejată de  mamifere: liliac comun (Myotis myotis)
Pe lângă speciile protejate, pe teritoriul sitului au mai fost identificate 1 specie de mamifere.